# 국립농산물품질관리원 전남지원
국립농산물품질관리원 전남지원(國立農産物品質管理院 全南支院)은 국립농산물품질관리원의 소속기관이다. 1999년 5월 24일 발족하였으며, 광주광역시 광산구 임방울대로 800에 위치하고 있다. 지원장은 서기관 또는 기술서기관으로 보한다.

## 연혁
- 1949년 2월 16일: 농산물검사소에 광주지소 설치.
- 1963년 5월 28일: 국립농산물검사소 소속으로 개편.
- 1995년 3월 10일: 전라남도지소로 개편.
- 1998년 7월 1일: 전남지소로 개편.
- 1999년 5월 24일: 국립농산물품질관리원 전남지원으로 개편.
- 2011년 6월 15일: 출장소를 사무소로 개편.

## 관할구역
- 광주광역시
- 전라남도

## 조직

### 지원장
| - 유통관리과 - 품질관리과 - 경영직불팀 | - 사무소 - 목포·신안사무소 - 무안사무소 - 여수사무소 - 순천·광양사무소 - 나주사무소 - 화순사무소 - 담양사무소 - 장성사무소 - 곡성·구례사무소 - 고흥사무소 - 보성사무소 - 장흥사무소 - 강진·완도사무소 - 해남사무소 - 진도사무소 - 영암사무소 - 영광사무소 - 함평사무소 |